# Брайт, Тэррин
Тэррин Брайт (англ. Tarryn Bright, 26 апреля 1983, Кейптаун, ЮАР) — южноафриканская хоккеистка (хоккей на траве), полузащитник.

## Биография
Тэррин Брайт родилась 26 апреля 1983 года в южноафриканском городе Кейптаун.
Окончила Стелленбосский университет, где изучала спортивную науку.
Играла в хоккей на траве за Стелленбосский университет и Западно-Капскую провинцию.
В 2005 году стала серебряным призёром Вызова чемпионов, проходившего в Верджиния-Бич.
В 2008 году вошла в состав сборной ЮАР по хоккею на траве на летних Олимпийских играх в Лондоне, занявшей 11-е место. Играла на позиции полузащитника, провела 4 матча, мячей не забивала.
В 2012 году вошла в состав сборной ЮАР по хоккею на траве на летних Олимпийских играх в Лондоне, занявшей 10-е место. Играла на позиции полузащитника, провела 6 матчей, забила 2 мяча в ворота сборной США.
Три раза участвовала в чемпионатах мира — в 2006, 2010, 2014 годах. На турнирах 2016 и 2014 года забила по 1 мячу.
Три раза выступала в хоккейных турнирах Игр Содружества 2006 и 2014 годов.